# Lachnum luteovinosum
Lachnum luteovinosum är en svampart som beskrevs av Wilberf. & P.R. Sm. 2004. Lachnum luteovinosum ingår i släktet Lachnum och familjen Hyaloscyphaceae.   Inga underarter finns listade i Catalogue of Life.